# Polyandrocarpa anguinea
Polyandrocarpa anguinea är en sjöpungsart som beskrevs av Sluiter 1898. Polyandrocarpa anguinea ingår i släktet Polyandrocarpa och familjen Styelidae. Inga underarter finns listade i Catalogue of Life.